# Pantanal-Pampaskatze

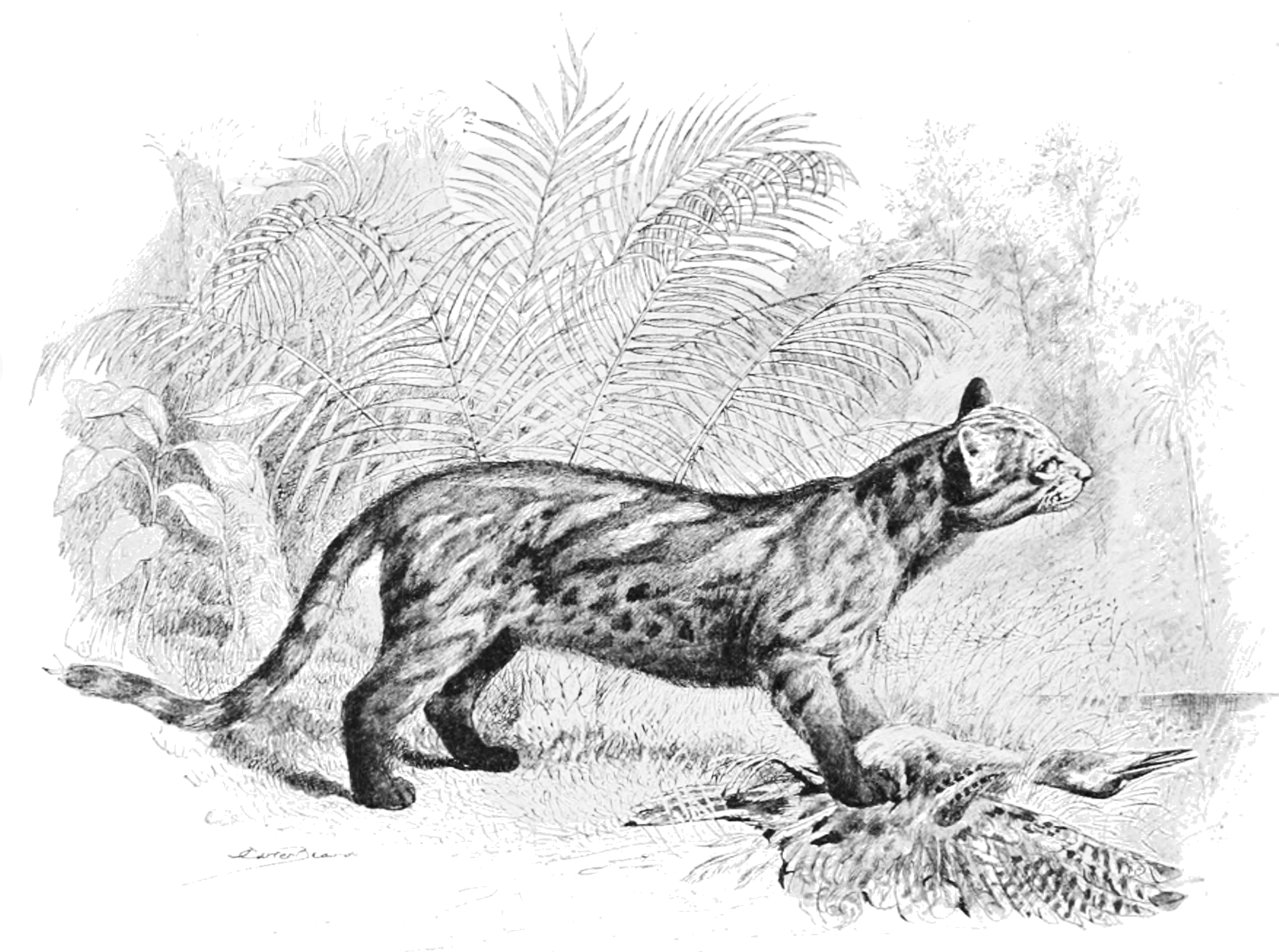
Zeichnung von Leopardus braccatus aus Popular Science (1897)

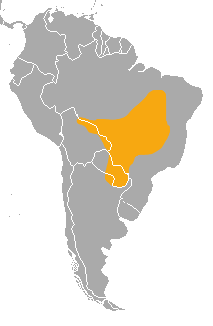
Das Verbreitungsgebiet der Pantanal-Pampaskatze

Die Pantanal-Pampaskatze (Leopardus braccatus) (engl.: Pantanal cat oder Brazilian pampas cat) ist eine Kleinkatzenart aus der Gattung der Pardelkatzen, die in Savannen und anderen offenen Landschaften im zentralen Südamerika vorkommt. Ihr Verbreitungsgebiet reicht vom Südwesten des brasilianischen Bundesstaates Piauí über den Cerrado bis zum Pantanal und umfasst auch das östlich des Río Paraguay gelegene Paraguay, das Tiefland des bolivianischen Departamentos Beni und die Provinz Formosa im nördlichen Argentinien.

## Merkmale
Die Pantanal-Pampaskatze ist mittelgroß mit einer durchschnittlichen Kopf-Rumpf-Länge von 52 bis 56 Zentimeter und einer Schwanzlänge von 23 bis 33 Zentimetern. Sie ist damit kleiner als die nah verwandte Pampaskatze (Leopardus colocola).
Die Pantanal-Pampaskatze hat eine bräunliche Grundfarbe. Die Körperseiten sind mit undeutlichen schrägen, etwas dunkleren braunen Linien versehen. Diese Linien sind bei Jungtieren deutlicher ausgeprägt und verblassen bei adulten Tieren. Die Rückenlinie ist dunkelbraun bis schwarz. Der Unterkiefer- und der Bereich unterhalb der Nase sind weiß oder hell gelbbraun. Die Füße sind schwärzlich, der Schwanz ist gleichmäßig bräunlich ohne Ringelung und hat eine schwarze Spitze. Es gibt auch melanistische, völlig schwarze Exemplare.

## Lebensweise
Über die Lebensweise der Art liegen nur wenige Informationen vor. Sie kommt in offenen Landschaften vor und ernährt sich wie andere Kleinkatzenarten räuberisch vor allem von Nagetieren, ergänzt wird das Nahrungsspektrum durch kleine Eidechsen und Vögel.

## Systematik
Die Art wurde kurz vor seinem Tod durch den US-amerikanischen Wissenschaftler Edward Drinker Cope unter der Bezeichnung Felis braccata erstmals wissenschaftlich beschrieben. Sie galt lange Zeit als Unterart der Pampaskatze. Die spanische Zoologin Rosa García-Perea teilte die Pampaskatze 1994 in drei Arten auf (Lynchailurus braccatus, L. colocolo und L. pajeros) und gab ihnen die Gattungsbezeichnung Lynchailurus, die durch den russischen Naturforscher Nikolai Severtzov eingeführt wurde. Johnson und Kollegen konnten 1999 in einer molekularbiologischen Untersuchung der Kleinkatzen Südamerikas die Arttrennung nicht nachvollziehen. Sie stellten zwar innerhalb der betrachteten Proben der Pampaskatzen Cluster fest, die die nähere Verwandtschaft regional nahe beieinander lebende Gruppen der Katzen aufzeigen, diese deckten sich jedoch nicht mit den Arten, die von García-Perea beschrieben wurden. Die Aufteilung in drei Arten wurde in den Mammal Species of the World, einem im Jahr 2005 erschienenen Standardwerk zur Mammalogie so übernommen, die drei Arten wurden aber in die Gattung der Pardelkatzen (Leopardus) gestellt. Neben der Nominatform wurde die Unterart Leopardus braccata munoai aus Uruguay und dem südlichen Brasilien erwähnt, heute eine eigenständige Art. Im Handbook of the Mammals of the World, einem weiteren Standardwerk, dessen Raubtierband im Jahr 2009 erschien, wurde Leopardus braccatus wieder als Unterart der Pampaskatze zugeordnet und auch die Fachgruppe des internationalen Umweltschutzverbandes (IUCN/SSC Cat Specialist Specialist Group) führt L. c. braccatus als Unterart der Pampaskatze, betont in einer 2017 veröffentlichten Revision der Katzensystematik jedoch das einige Unterarten der Pampaskatze in Zukunft nach weiteren Untersuchungen den Status selbständiger Arten erhalten könnten. In einer im Juni 2020 veröffentlichten Revision der Pampaskatzengruppe wurde der Artstatus von Leopardus braccatus schließlich bestätigt, nachdem in der Pampaskatzengruppe fünf Kladen gefunden wurden, die sich in der Schädelmorphologie, der Fellfarbe und in ihrem Genom unterschieden und die auch unterschiedliche Verbreitungsgebiete haben. Zwischen der Pantanal-Pampaskatze und der Nördlichen Tigerkatze (Leopardus tigrinus) kann es in Zentralbrasilien zu Hybriden kommt. Vertreter beider Arten verpaaren sich also miteinander und zeugen Jungtiere.

## Belege
1. 1 2 3  Fabio Oliveira do Nascimento, Jilong Cheng und Anderson Feijó (2020). Taxonomic revision of the pampas cat Leopardus colocola complex (Carnivora: Felidae): an integrative approach. Zoological Journal of the Linnean Society, XX, 1–37, doi:10.1093/zoolinnean/zlaa043
2. 1 2  Rosa García-Perea: The Pampas Cat Group (Genus Lynchailurus Severtzov, 1858) (Carnivora: Felidae), a Systematic and Biogeographic Review. American Museum Novitates 3096, 1994; S. 1–36.
3. ↑  Edward Drinker Cope (1889): On the Mammalia obtained by the naturalist exploring expedition to southern Brazil. The American Naturalist 23: 128–150.
4. 1 2  Warren E. Johnson, Jill Pecon Slattery, Eduardo Eizirik, Jae-Heup Kim, Marilyn Menotti Raymond, Cristian Bonacic, Richard Cambre, Peter Crawshaw, Adauto Nunes, Héctor N. Seuánez, Miguael Angelo Martins Moreira, Kevin L. Seymour, Faiçal Simon, William Swansson, Stephen J. O’Brien: Disparate phylogeographic patterns of molecular genetic variation in four closely related South American small cat species. Molecular Ecology 8, 1999: S79-S94, doi: 10.1046/j.1365-294X.1999.00796.x.
5. ↑  Don E. Wilson & DeeAnn M. Reeder (Hrsg.): Leopardus in Mammal Species of the World. A Taxonomic and Geographic Reference (3rd ed).
6. ↑  http://www.catsg.org/index.php?id=87
7. ↑  Leopardus colocolo in der Roten Liste gefährdeter Arten der IUCN 2008. Eingestellt von: T. de Oliveira et al., 2008. Abgerufen am 24. Januar 2009.
8. ↑  Kitchener A. C., Breitenmoser-Würsten Ch., Eizirik E., Gentry A., Werdelin L., Wilting A., Yamaguchi N., Abramov A. V., Christiansen P., Driscoll C., Duckworth J. W., Johnson W., Luo S.-J., Meijaard E., O’Donoghue P., Sanderson J., Seymour K., Bruford M., Groves C., Hoffmann M., Nowell K., Timmons Z. & Tobe S. 2017. A revised taxonomy of the Felidae. The final report of the Cat Classification Task Force of the IUCN/SSC Cat Specialist Group. Cat News Special Issue 11, 80 pp.